# Craig Walsh-Wrightson

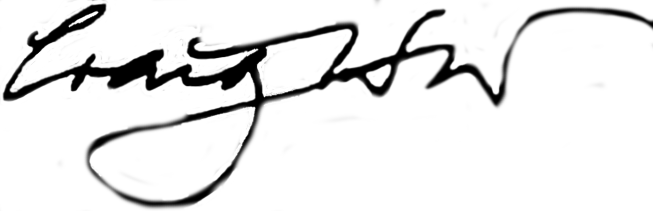
Unterschrift von Craig Walsh-Wrightson

Craig Walsh-Wrightson ist ein neuseeländischer Schauspieler, Synchronsprecher und Moderator.

## Leben
In das öffentliche Leben rutschte Walsh-Wrightson ab Mitte der 1980er Jahre durch Moderationstätigkeiten im neuseeländischen Fernsehen, unter anderen für Television New Zealand. Seit Ende der 1990er Jahre ist er als Fernsehdarsteller tätig. Erste Rollen erhielt er ab 1997 in der Fernsehserie Xena – Die Kriegerprinzessin, in dieser er bis 2001 mehrere, verschiedene Charaktere darstellte. 2000 feierte er sein Filmschauspieldebüt in Vertical Limit. 2004 stellte er im Fernsehfilm Maiden Voyage – Jungfernfahrt in den Tod die Rolle des Aldous Means dar. 2007 verkörperte er in drei Episoden der Fernsehserie Outrageous Fortune die Rolle des Mike, 2008 folgten Serienrollen in Burying Brian als Tom und in Legend of the Seeker – Das Schwert der Wahrheit als Fraden. 2010 stellte er in der Fernsehserie Spartacus die Rolle des Solonius dar, die er im Folgejahr in sechs Episoden der Miniserie Spartacus: Gods of the Arena erneut verkörperte. In den nächsten Jahren folgten Rollen in einzelnen Episoden verschiedener Fernsehserien sowie Besetzungen in den Fernsehfilmen Deadline Gallipoli, Venus and Mars und Bombshell zwischen 2015 und 2016. 2018 spielte er in einer Episode der Fernsehserie Brokenwood – Mord in Neuseeland mit. 2019 war er in der Netflix-Seriendokumentation Das römische Reich als Tiberius erneut in einer Produktion zu sehen, die zu Zeiten des Römischen Reichs spielte.

## Filmografie (Auswahl)
- 1997–2001: Xena – Die Kriegerprinzessin (Xena: Warrior Princess, Fernsehserie, 3 Episoden, verschiedene Rollen)
- 1999: Duggan (Fernsehserie, Episode 1x08)
- 2000: Dark Knight (Fernsehserie, Episode 1x05)
- 2000: Vertical Limit
- 2004: Maiden Voyage – Jungfernfahrt in den Tod (Maiden Voyage, Fernsehfilm)
- 2007: Outrageous Fortune (Fernsehserie, 3 Episoden)
- 2008: Burying Brian (Fernsehserie, 6 Episoden)
- 2008: Legend of the Seeker – Das Schwert der Wahrheit (Legend of the Seeker, Fernsehserie, 2 Episoden)
- 2010: Spartacus (Fernsehserie, 8 Episoden)
- 2011: Spartacus: Gods of the Arena (Miniserie, 6 Episoden)
- 2011: Emilie Richards (Fernsehserie, Episode 1x08)
- 2012: Snooze Time (Kurzfilm)
- 2013: Auckland Daze (Fernsehserie, Episode 2x02)
- 2015: Deadline Gallipoli (Fernsehfilm)
- 2015: Venus and Mars (Fernsehfilm)
- 2016: Bombshell (Fernsehfilm)
- 2018: Brokenwood – Mord in Neuseeland (The Brokenwood Mysteries, Fernsehserie, Episode 5x03)
- 2019: Das römische Reich (Roman Empire, Fernsehdokuserie, 2 Episoden)
- 2019: Yellow Roses (Kurzfilm)

## Synchronisationen (Auswahl)
- 2012: Path of Exile (Computerspiel)

## Moderationstätigkeiten (Auswahl)
- 1986: Money Go Round (Quizshow)
- 1988: NZ Marketing Awards
- 1989: New Zealand Marketing Awards Show